# 十字军之王
《十字军之王》是一款由Paradox Development Studio开发，Paradox Interactive与Strategy First于2004年发行的一款游戏。

## 游戏玩法
最初版本于2004年发售，只能游玩天主教国家，2007年10月发售名为神的旨意的扩展包。
游戏剧本主要在欧洲中世纪1066年12月26日（征服者威廉加冕后的第二天）至1452年12月30日（君士坦丁堡陷落前的五个月）内进行。
游戏中还包括三个场景剧本，分别是：黑斯廷斯战役（1066），第三次十字军东征（1187）和百年战争（始于1337年）。
游戏主要通过玩家扮演拥有领地的伯爵及伯爵以上角色推演，许多如外交等五大属性、军事总管等职位、家族继承的机制沿用于续作，但也有如每个领地四个阶层农奴、市民、贵族、教士拥有各自的贵诚度与军力百分比来决定领地征召兵兵种占比的机制没有沿用于继作十字军之王2。

## 评价

### 奖项
- 在线策略游戏编辑选择奖[11]
- Game Vortex Top Pick award[12]

## 资料片
- 十字军之王：神的旨意（俄语：Crusader Kings: Deus Vult）